# Anton Korteweg
Antonie Johannes (Anton) Korteweg (Zevenbergen, 31 januari 1944), is een Nederlands dichter en neerlandicus die van 1979 tot 2009 hoofdconservator (de facto directeur) was van het Nederlands Letterkundig Museum en Documentatiecentrum in Den Haag.

## Biografie
Anton Korteweg studeerde Nederlandse taal- en letterkunde en algemene literatuurwetenschap aan de Universiteit Leiden. Hij was enige jaren docent aan het protestants-christelijke Visser 't Hooft Lyceum in zijn woonplaats Leiden en later aan de universiteit aldaar, in combinatie met een recensentschap voor poëzie bij het dagblad Het Parool.
In 1979 volgde zijn aanstelling bij het Letterkundig Museum, als opvolger van Gerrit Borgers. In zijn periode als hoofdconservator verhuisde het museum in 1982 van de Haagse Juffrouw Idastraat naar het gebouw van de Koninklijke Bibliotheek. Een ander wapenfeit was in 1996 de aankoop van het manuscript van de roman De Avonden van Gerard Reve voor 160.000 gulden. Dit recordbedrag had Korteweg al voor de openbare veiling bij opbod in de media (en dus ook aan de verkoper) bekendgemaakt als het maximum waartoe het museum dankzij een overheidssubsidie kon gaan. Dit kon als loslippig worden gezien, omdat biedingen voor een lager bedrag uitbleven. Korteweg had daarop een andere visie, want jaren later zei hij in een interview: "Uit angst om zich voor altijd ongeliefd te maken, durfde niemand over mijn bod van 160.000 gulden heen te gaan". In een eerder interview zei hij: "Honderdzestigduizend gulden is een gigantische hoop geld. Ik hoop maar dat de prijs geen precedent schept en er voor handschriften in Nederland een sterke markt gaat ontstaan. In dat geval zou het Letterkundig Museum in de toekomst wel eens mis kunnen gaan grijpen bij de verkoop van manuscripten en schrijversarchieven".  Zijn afscheid wegens pensionering vond plaats in januari 2009. Hij werd opgevolgd door Aad Meinderts.
Sinds zijn debuut in het literair tijdschrift Tirade in 1968 heeft Anton Korteweg met regelmaat dichtbundels gepubliceerd. Zijn poëzie kenmerkt zich door de ironische beschrijving van kleine gebeurtenissen, die gevoelens van melancholie oproepen. Zijn enigszins afstandelijke stijl bedient zich van woordspelingen en archaïsmen en een alledaagse woordkeuze voor verheven onderwerpen. Voor zijn poëzie werd Korteweg in 1986 de A. Roland Holst-Penning toegekend.

## Poëzie
- Niks geen Romantic Agony (1971)
- Eeuwig heimwee drijft hem voort (1973)
- De stormwind van zijn hand (1975)
- In de zon (1976)
- Love, love, love (1977)
- Tussen twee stilten (1982)
- Geen beter leven (1985)
- De zonnebloem werd zwart (1987)
- Dierbare tijden (1988)
- Voor de goede orde (1988)
- Stand van zaken (1991)
- Een engel zingend achter een pilaar (1992)
- In handen (1997)
- Al fluitend (2001)
- Ouderen zijn het gelukkigst (2009)
- Seizoen gesloten = Mann im Herbst. Twaalf gedichten van Anton Korteweg - in der Nachdichtung durch Hans van der Veen (2012)
- Ouderen zijn het gelukkigst en alle andere gedichten van 1971 tot nu (2015)
- Het leven deugt. Althans op onderdelen (2017)

## Andere publicaties
- Vinger Gods, wat zijt gij groot (bloemlezing, samenstelling) met Wilt Idema (1978)
- Schrijversprentenboek van de Nederlandse Antillen (redactie) met Kees Nieuwenhuijzen en Max Nord (1980)
- 't Is vol van schatten hier... (redactie) met Murk Salverda (1986)
- Wie waren het, die Rembrandt zagen? (bloemlezing, samenstelling) (1992)